# 约瑟法·莱德维格
约瑟法·莱德维格（波蘭語：Józefa Ledwig，1935年4月18日—），波兰女子排球运动员。她曾代表波兰国家队参加1964年和1968年夏季奥林匹克运动会排球比赛，获得二枚铜牌。